# Rittleben
Rittleben ist ein Ortsteil der Gemeinde Flecken Apenburg-Winterfeld im Altmarkkreis Salzwedel in Sachsen-Anhalt.

## Geographie
Das Dorf Rittleben liegt etwa 18 Kilometer südlich der Kreisstadt Salzwedel und zwei Kilometer südwestlich von Apenburg in der Altmark. Östlich des Dorfes fließt die Purnitz, westlich des Ortes liegt der Rittlebener Forst.

## Geschichte

### Mittelalter bis Neuzeit
Die erste urkundliche Erwähnung von Rittleben stammt aus dem Jahre 1351, als Markgraf Ludwig die von der Schulenburg mit Rütleve und Apenburg belehnte, als Dank für deren Beistand gegen den „Falschen Waldemar“. Am 13. Dezember 1363 wurde Rittleben zuletzt als Dorf in den Lehensbriefen genannt. Wahrscheinlich war es zur Zeit der Teilung der sogenannten Schulzenhöfe zwischen der schwarzen und der weißen Linie der Schulenburgs am 21. Dezember 1444 bereits wüst.
Die gesamte Feldmark war das Eigentum derer von der Schulenburg. Aus Rittleben wurde nach und nach ein Rittergut. Als solches wurde es erstmals am 17. Dezember 1617 erwähnt, weil Henning III. es zur Deckung der väterlichen Schulden an Lippold I. (schwarze Linie des Adelsgeschlechts) für 19 Tausend Reichstaler verkaufte. Am 27. Februar 1710 erhielt Levin Dietrich das Gut. Dietrich erbaute 1714 das jetzt noch als Ruine vorhandene Wohnhaus als Herrenhaus.
Ab 1811 kam das Gut Rittleben in die Hand des schwarzen Zweiges des Adelsgeschlechts Schulenburg-Priemern, auch „Lieberoser Linie“ genannt. Wilhelm von der Schulenburg reduzierte den Besitz auf zwei Güter: die Propstei Salzwedel mit den Gütern Groß Apenburg und Rittleben, sowie den Apenburger Hof und den Lieberoser Hof in Beetzendorf mit Gut Ahlum. Im Jahre 1877 fügte er beide in einem Fideikommiss zusammen, der als Rittergut Beetzendorf II bis zur Enteignung im Zuge der Bodenreform 1945 in Familienhand blieb.
Das Gut war sehr klein. Zuletzt bewirtschaftete Fritz Hockemeyer das Gut Rittleben. Er wurde 1945 von amerikanischen Besatzern erschossen.
Bei der Durchführung der Bodenreform im Jahre 1945 wurde ein Forstgut Rittleben zu Groß Apenburg aufgeführt.
Am 1. Februar 1956 gründeten fünf Bauern die Landwirtschaftliche Produktionsgenossenschaft (LPG) „Eintracht“ Rittleben. Bis 1960 traten mehr oder weniger freiwillig nach und nach alle anderen Bauern dieser Genossenschaft bei, die 1960 mit den LPGen Apenburg und Apenburg–Nord zur LPG „V. Parteitag“ vereinigt wurde.

### Herkunft des Ortsnamens
Heinrich Sültmann erkennt in den Namen 1351 Rütleve, 1444 ruttleven den alten deutschen Personennamen „Hrodio, Ruod, Rutt“. Der Ort heißt demnach „Ruodserbe“.

### Eingemeindungen
Ursprünglich gehörte das Gut zum Salzwedelischen Kreis der Mark Brandenburg in der Altmark. Von 1807 bis 1813 lag es im Kanton Groß Apenburg auf dem Territorium des napoleonischen Königreichs Westphalen. Nach weiteren Änderungen kam das Gut 1816 zum Kreis Salzwedel, dem späteren Landkreis Salzwedel.
1871 gehörte das Rittergut Rittleben zum Gutsbezirk Groß Apenburg. 1895 wurde es als eigenständiger Gutsbezirk aufgeführt.
Am 30. September 1928 wurde der Gutsbezirk Rittleben mit der Landgemeinde Siedentramm vereinigt. Nach der wirtschaftlichen Vereinigung der LPGen im Jahre 1960 wurde der Ortsteil Rittleben auch verwaltungsmäßig an die Gemeinde Apenburg angegliedert. Der Historiker Peter Rohrlach führt an, dass Rittleben allerdings erst 1973 „als Ortsteil nach Apenburg eingemeindet“ wurde.

### Einwohnerentwicklung
| Jahr | Einwohner |
| ---- | --------- |
| 1774 | 19        |
| 1789 | 16        |
| 1798 | 21        |
| 1801 | 21        |
| 1818 | 18        |
| 1840 | 43        |

| Jahr | Einwohner |
| ---- | --------- |
| 1871 | 46        |
| 1885 | 42        |
| 1895 | 30        |
| 1905 | 42        |
| 2015 | [00]55    |
| 2018 | [00]53    |

| Jahr | Einwohner |
| ---- | --------- |
| 2020 | [00]50    |
| 2021 | [00]50    |
| 2022 | [00]53    |
| 2023 | [0]54     |

Quelle, wenn nicht angegeben, bis 1905:

## Religion
Die evangelischen Christen aus Rittleben gehören zur Kirchengemeinde Apenburg, die früher zur Pfarrei Groß-Apenburg gehörte, und heute betreut wird vom Pfarrbereich Apenburg des Kirchenkreises Salzwedel im Bischofssprengel Magdeburg der Evangelischen Kirche in Mitteldeutschland.

## Kultur und Sehenswürdigkeiten
Südlich von Rittleben im Wald steht der Jägerstein, ein Sühnekreuz, unweit einer alten Handelsstraße in der Nähe des nördlichen Waldrandes etwa 100 Meter westlich der Straße nach Klötze. Die noch erkennbare Inschrift deutet darauf hin, dass an dieser Stelle am 16. Februar 1693 ein gräflich-schulenburgischer Jäger, möglicherweise durch einen Wilderer, erschossen oder erschlagen wurde. Der Mörder wurde in Braunschweig aufs Rad geflochten und enthauptet.

## Wirtschaft
Das Altmärkische Kraftfutterwerk Rittleben produziert seit 1990 Rinder-, Schweine-, Kleintier- und Mineralfutter.